# Tabanac
Tabanac es una población y comuna francesa, situada en la región de Aquitania, departamento de Gironda, en el distrito de Burdeos y cantón de Créon. Produce vino de la AOC Cadillac.

## Demografía
| 712                       | 549 | 612 | 627 | 650 | 667 | 690 | 673 | 680 | 686 | 643 | 649 | 624 | 564 | 566 | 534 | 553 | 571 | 591 | 573 | 554 | 580 | 515 | 483 | 494 | 529 | 536 | 608 | 678 | 811 | 889 | 973 | 1 061 |
| (Fuente: INSEE y Cassini) |     |     |     |     |     |     |     |     |     |     |     |     |     |     |     |     |     |     |     |     |     |     |     |     |     |     |     |     |     |     |     |       |